# Rottamazione
La rottamazione è un processo mediante il quale si cerca di recuperare e riutilizzare il più possibile delle componenti di un autoveicolo, elettrodomestico o più in generale un macchinario che contiene componenti potenzialmente riutilizzabili come pezzi di ricambio per altre vetture simili.
(Carlo Montella)

## Disciplina legale
La rottamazione è venuta in rilievo, nelle previsioni di legge, da un lato in merito ai depositi di autoveicoli sequestrati o confiscati, e dall'altro lato in ordine agli incentivi fiscali per mettere fuori circolazione vecchi veicoli.
L'articolo 42-bis della legge finanziaria per il 2002 - dichiarando di interesse generale lo “svuotamento” delle depositerie da rottami accumulatisi per decenni - ha previsto l'obbligo di rottamare o alienare i veicoli comunque custoditi da oltre due anni, anche se non confiscati. Tale norma si applica a tutti i veicoli giacenti presso le depositerie autorizzate a seguito dell'applicazione di misure di sequestro e sanzioni accessorie previste dal nuovo codice della strada; si applica altresì a tutti i veicoli giacenti presso le depositerie autorizzate non alienati per mancanza di acquirenti, purché immatricolati per la prima volta da oltre cinque anni e privi di interesse storico e collezionistico.
A partire dalla legge 30 del 27 febbraio 1997, "l'Italia ha posto in essere un sistema di incentivi mirati a favorire il rinnovo
del parco veicoli circolante", istituendo, per coloro che dismettono («rottamano») un veicolo
usato, un contributo pubblico in somma fissa per l'acquisto di autovetture nuove, con un effetto anche di miglioramento del relativo impatto ambientale.